# Jan Pac (biskup)
Jan Pac herbu Gozdawa (zm. 1650) – biskup katolicki i sekretarz królewski.

## Życiorys
Syn Piotra Paca wojewody trockiego i Jadwigi Zawiszanki.
Pełnił kolejno funkcje: sekretarza królewskiego, proboszcza słonimskiego i kanonika wileńskiego. W 1647 mianowany biskupem inflanckim, odmówił przyjęcia nominacji.